# Kapittel II: Faen i Helvete
Kapittel II: Faen i Helvete är det norska black metal-bandet Den Saakaldtes tredje studioalbum, utgivet 2014 av skivbolaget Agonia Records.

## Låtlista
1. "Din siste dag" – 5:08
2. "Forbanna idioter" – 6:43
3. "Du selvproklamerte misjonær" – 4:10
4. "Endeløst øde" – 7:12
5. "Djevelens verk" – 9:10
6. "Som ett arr på sjelen" – 6:16
7. "Ondskapens nødvendighet" – 9:47
8. "Mesias" – 8:26

## Medverkande
Musiker (Den Saakaldte-medlemmar)
- Sykelig (Michael Siouzios aka Mikael Sykelig) – gitarr
- Seidemann (Tor Risdal Stavenes) – basgitarr
- Tybalt (Daniel Theobald) – trummor
- Eldur (Einar Thorberg Guðmundsson) – sång
- Tjalve (André Kvebek) – gitarr, bakgrundssång

Produktion
- Den Saakaldte – producent
- Marius Strand – producent, ljudtekniker, ljudmix, mastering
- Trine Paulsen – omslagsdesign, omslagskonst
- Kim Sølve – omslagsdesign, omslagskonst, foto